# Kosály György
Kosály György (Kosaly George) (Budapest, 1933. augusztus 27. – Seattle, USA, 2009. június 8.) magyar fizikus, egyetemi tanár. A fizikai tudományok kandidátusa (1968), a fizikai tudományok doktora (1978).

## Életpályája
1943–1951 között a Berzsenyi Dániel Gimnázium diákja volt. 1951–1957 között az ELTE TTK hallgatójaként fizikus diplomát kapott. 1955–1961 között az MTA Központi Fizikai Kutatóintézetében az Atomenergia Kutató Intézet (AEKI) Ferromágneses Osztálya, majd a Kísérleti Atomreaktor gyakornoka és tudományos segédmunkatársa volt. 1960–1970 között az ELTE TTK előadójaként tevékenykedett. 1961–1967 között a Szilárdtestfizikai Laboratórium Elméleti Csoportjának tudományos munkatársa volt. 1967–1978 között az MTA Központi Fizikai Kutatóintézetének Atomenergia Kutató Intézet Reaktor Főosztály Reaktorfizikai és Technikai Laboratórium Reaktorfizikai Csoportja, illetve Osztálya tudományos csoportvezetője, illetve tudományos osztályvezetője és tudományos főmunkatársa, 1978–1979 között tudományos tanácsadója volt. 1967–1968 között a Nemzetközi Atomenergia-ügynökség ösztöndíjasa volt a moszkvai Kurcsatov Intézetben. 1970–1971 között a londoni Queen Mary College Nukleáris Mérnöki Tanszéke ösztöndíjas vendégkutatója volt. 1974-től a Magyar Tudományos Akadémia Magfizikai Albizottságának tagja volt. 1975–1976 között a svájci Eidgenössische Insitut für Reaktorforschung fluktuációs analízissel foglalkozó csoportjának vezetője volt. 1976-tól a Magyar Tudományos Akadémia Országos Atomenergiai Bizottság Atomtechnikai Tudományos Bizottsága tagja volt. 1979–1980 között Franciaországban élt, majd családjával Seattle-ben telepedett le. 1980-tól a University of Washington Mechanical Engineering Tanszéke professzora volt. 2005-ben nyugdíjba vonult.

### Munkássága
Szilárdtestfizikával, reaktorfizikai mérések elméletével, neutrontranszporttal foglalkozott. Fontos eredményeket ért el a neutronlassítás, a zéró-reaktorok ún. válaszfüggvényének vizsgálata, a reaktor-zajkutatás, elsősorban a forralóvizes reaktorokban uralkodó neutronzaj elmélete terén. Nemzetközileg is az elsők között tárta fel a molekulák vibrációja és rotációja közötti összefüggéseket. 

## Családja
Szülei: Kosály Ödön (1893–1942) építészmérnök és Révész Erzsébet orvos, rendelőintézeti főorvos volt. Édesapja munkaszolgálatosként, az Ukrán SZSZSZK-ban hunyt el. Nevelőapja, anyja második férje: Balassa Benő (?-1965) orvos volt. 1955-ben házasságot kötött Gellért Mártával, aki a Magyar Írók Szövetsége külügyi előadója, és kiadói szerkesztő volt. Leánya: Kosály Anna (1959–). 

## Művei
- Reaktortechnikai alapismeretek. Reaktorfizika. 1. (Mérnöki továbbképző tanfolyami jegyzet; Az Energiagazdálkodási Tudományos Egyesület kiadványa. Budapest, 1958)
- A diffúziós és lelassulási hossz meghatározásának néhány kérdéséről (Ádám Andrással; MTA KFKI Közlemények, 1958)
- A termikus reaktorok fizikai elméletéről. 1–4 (Hraskó Péterrel; Fizikai Szemle, 1960)
- Some Problems Concerning the Theory of Pulsed Neutron Experiments (Vértes Péterrel és Weiss, Zbigniewvel; Revue de Physique, 1961)
- On the Quasi Classical Approximation in Slow Neutron Scattering (Physics Letters, 1962)
- On the Mass Tensor Approximation of Slow Neutron Scattering (Solt Györggyel; Physics Letters, 1963)
- Scattering of Slow Neutrons by Molecules (Solt Györggyel; KFKI Report, 1964)
- A Modification of the Krieger–Nelkin Approximation in the Theory of Slow Neutron Scattering (Solt Györggyel; Physics Letters, 1964)
- Problems of the Mass Tensor Approximation of Slow Neutron Scattering (Solt Györggyel; Physica, 1966)
- A lassú neutronok szóródása szilárdtesten és folyadékon (Solt Györggyel; Magyar Fizikai Folyóirat, 1967)
- Lassú neutronok szóródása szabadon forgó molekulán (Kandidátusi értekezés; Budapest, 1968)
- On a New Method for the Determination of Kinetic Parameters in Absolute Units (Szatmáry Zoltánnal; Nukleonik, 1969)
- Lattice Vibrations and Molecular Rotation in Solid Methane Near the Metling Point. (Discussions of the Faraday Society, 1969)
- A tartalék reaktivitás meghatározásának egy új módszeréről (Fizikai Szemle, 1970)
- Investigation of the Area-Ratio Method of Pulsed Reactivity Determination (Valkó Jánossal) – Analysis of Pulsed-Source Reactivity Determination in a Reflected Reactor (Journal of Nuclear Energy, 1971)
- On Integral Versions of the Area-Ratio Method of Pulsed Neutron Reactivity Measurements (Journal of Nuclear Energy, 1972)
- Investigation of the Cross Correlation Function of Coolant Temperature Fluctuations via the Axial Dependent Two Point Model of Heat Transfer – Remarks on the Transfer Function Relating Inlet Temperature Fluctuations to Neutron Noise (Meskó Lászlóval; Atomkernenergie, 1972)
- Area-Ratio Method of Reactivity Determination in Reflected Reactors (Valkó Jánossal; Transactions of the American Nuclear Society, 1973)
- A Simple Space Dependent Theory of the Neutron Noise in a Boiling Water Reactor (Maróti Lajossal és Meskó Lászlóval, 6 táblával; Proceedings of the Specialists Meeting on Reactor Noise. Rome, 1974)
- Theory of the Area-Ratio Method of Subcriticality Determination (Atomkernenergie, 1974)
- Investigation of the Local Component of Power Reactor Noise via Diffusion Theory (KFKI Report, 1975)
- Theory of the Auto-Spectrum of the Local Component of Power-Reactor Noise (Meskó Lászlóval; Annals of Nuclear Energy, 1976)
- Remark on the Possible Use of the Adiabatic Approximation in the Theory of Neutron Noise (Pázsit Imrével; KFKI Report, 1976)
- Könnyű vízzel moderált atomreaktorokban uralkodó neutronzaj lokális és globális komponensének elméleti vizsgálata (Doktori értekezés; Budapest, 1976)
- Investigation of the Joint Effect of Local and Global Driving Sources in Incore-Neutron Measurements (Atomkernenergie, 1976)
- Noise Investigations in Boiling Water and Pressurized Water Reactors (KFKI Report, 1979)

## Műfordításai
- Peierls, Rudolf Ernst: A természet törvényei (Stúdium Könyvek. 40. Budapest, 1963)

## Díjai
- Novobátzky Károly-díj (1969)[3]
- az MTA Központi Fizikai Kutatóintézet Díja (1974, 1976)[4]